# Love Goes
Love Goes — третий студийный альбом британского автора-исполнителя Сэма Смита, выпущенный 30 октября 2020 года на лейбле Capitol Records. Изначально пластинка называлась To Die For и должна была выйти в июне 2020 года, но в связи с пандемией COVID-19 её релиз перенесли, а название вскоре сменили.

## История создания
В октябре 2019 года в интервью Заку Сангу Сэм Смит подтвердил, что третий студийный альбом выйдет в 2020 году. По словам исполнителя, на новой пластинке, в отличие от предыдущих работ, будет «меньше баллад и больше попсовых треков». Сэм также поведал, что реакция на его ранние песни дала ему возможность заниматься тем, о чём он всегда мечтал, а именно поп-музыкой. Смит назвал пластинку своим «первым настоящим альбомом о расставании».
В феврале 2020 года, незадолго перед выпуском сингла «To Die For», Сэм Смит выступил на открытии временного магазина в Сохо, который назывался так же, как и альбом. Изначально пластинка называлась To Die For и должна была выйти 1 мая 2020 года, но её релиз перенесли на 5 июня. В конце марта Смит сообщил о намерении отложить релиз до конца года в связи с пандемией COVID-19. В социальных сетях исполнитель также рассказал о решении переименовать альбом. 17 апреля в интервью с Зои Болл Смит рассказал о причинах переименования альбома. По его словам, он не хотел, чтобы в названии фигурировало слово «Die» (с англ. — «умереть») ввиду ситуации с коронавирусом. Исполнитель подтвердил, что обложка пластинки тоже будет переделана.

## Синглы
Перед тем, как отложить релиз, Смит выпустил ряд синглов в поддержку пластинки: «Promises» с Кельвином Харрисом, «Fire on Fire» из саундтрека для анимационного мини-сериала «Обитатели холмов», «Dancing with a Stranger» с Нормани, «How Do You Sleep?», «I Feel Love» (кавер Смита на песню Донны Саммер), «To Die For» и «I’m Ready» с Деми Ловато. Все эти песни вошли в первоначальную версию альбома, но в финальный трек-лист, за исключением «I Feel Love», они были включены в качестве бонус-треков.
30 июля 2020 года вышел первый официальный сингл в поддержку альбома «My Oasis», записанный при участии Burna Boy, а 18 сентября состоялась премьера второго сингла — «Diamonds». 30 октября в день релиза альбома в качестве третьего сингла была выпущена композиция «Kids Again» вместе с клипом.

## Коммерческий успех
Love Goes дебютировал под пятым номером в американском хит-параде Billboard 200, в первую неделю было продано 41 000 единиц, эквивалентных альбому (включая 18 000 экземпляров с учётом чистых продаж). Это третий альбом Смита, попавший в первую десятку данного чарта. Треки альбома в первую неделю набрали в общей сложности 29,66 миллионов прослушиваний на стриминговых сервисах.

## Список композиций
| №                   | Название                                                    | Автор(ы)                                                   | Продюсер(-ы)            | Длительность |
| ------------------- | ----------------------------------------------------------- | ---------------------------------------------------------- | ----------------------- | ------------ |
| 1.                  | «Young»                                                     | Сэм Смит, Стив Мак                                         | Мак                     | 2:32         |
| 2.                  | «Diamonds»                                                  | Смит, Оскар Гёррес, Юхан «Shellback» Шустер                | Геррёс, Shellback       | 3:32         |
| 3.                  | «Another One»                                               | Смит, Нуни Бао, Линус «Lotus IV» Виклунд                   | Lotus IV, Гай Лоуренс   | 3:07         |
| 4.                  | «My Oasis» (при участии Burna Boy)                          | Смит, Джеймс «Джимми Нейпс» Нейпир, Damini Ebunoluwa Ogulu | Нейпс, Ilya[a]          | 2:59         |
| 5.                  | «So Serious»                                                | Смит, Бао, Виклунд                                         | Lotus IV                | 2:51         |
| 6.                  | «Dance ('Til You Love Someone Else)»                        | Смит, Эми Аллен, Бен Эш                                    | Two Inch Punch, Лоуренс | 3:46         |
| 7.                  | «For the Lover That I Lost»                                 | Смит, Нейпир, Миккел Сторлеер Эриксен, Тор Эрик Хермансен  | Нейпс, StarGate         | 2:56         |
| 8.                  | «Breaking Hearts»                                           | Смит, Нейпир                                               | Нейпс                   | 2:42         |
| 9.                  | «Forgive Myself»                                            | Смит, Нейпир, Эриксен, Хермансен                           | Нейпс, StarGate         | 3:39         |
| 10.                 | «Love Goes» (при участии Labrinth)                          | Смит, Тимоти Маккензи                                      | Labrinth                | 4:44         |
| 11.                 | «Kids Again»                                                | Смит, Райан Теддер, Али Тампоси, Эндрю Уотт, Луи Белл      | Уотт, Белл              | 3:27         |
| 12.                 | «Dancing with a Stranger» (при участии Нормани; бонус-трек) | Смит, Нейпир, Эриксен, Хермансен, Нормани Хэмилтон         | Нейпс, StarGate         | 2:51         |
| 13.                 | «How Do You Sleep?» (бонус-трек)                            | Смит, Саван Котеча, Макс Мартин, Илья Салманзаде           | Ilya                    | 3:32         |
| 14.                 | «To Die For» (бонус-трек)                                   | Смит, Нейпир, Эриксен, Хермансен                           | Нейпс, StarGate         | 3:13         |
| 15.                 | «I’m Ready» (при участии Деми Ловато; бонус-трек)           | Смит, Ловато, Котеча, Салманзаде, Питер Свенссон           | Ilya                    | 3:20         |
| 16.                 | «Fire on Fire» (бонус-трек)                                 | Смит, Мак                                                  | Мак                     | 4:06         |
| 17.                 | «Promises» (при участии Кельвина Харриса; бонус-трек)       | Смит, Джесси Рейес, Адам Вайлс                             | Кельвин Харрис          | 3:35         |
| Общая длительность: | Общая длительность:                                         | Общая длительность:                                        | Общая длительность:     | 56:39        |

| №                   | Название            | Автор(ы)            | Длительность |
| ------------------- | ------------------- | ------------------- | ------------ |
| 18.                 | «Sober»             | Смит                | 3:09         |
| 19.                 | «Laurel Canyon»     | Смит                | 3:28         |
| Общая длительность: | Общая длительность: | Общая длительность: | 63:16        |

| №                   | Название            | Автор(ы)                                                | Продюсер(-ы)               | Длительность |
| ------------------- | ------------------- | ------------------------------------------------------- | -------------------------- | ------------ |
| 18.                 | «Sober»             | Смит                                                    |                            | 3:09         |
| 19.                 | «Laurel Canyon»     | Смит                                                    |                            | 3:28         |
| 20.                 | «Fix You» (live)    | Крис Мартин, Гай Берримен, Джонни Баклэнд, Уилл Чемпион | Дэйв Одлум, Стив Фитцморис | 4:17         |
| Общая длительность: | Общая длительность: | Общая длительность:                                     | Общая длительность:        | 67:41        |

Примечания
- ↑  означает вокального продюсера.
- Изначально композицию «For the Lover That I Lost» записала Селин Дион для своего альбома Courage (2019).

## Сертификация
| Регион | Сертификация       | Продажи   |
| --- | ------------------ | --------- |
| Австралия (ARIA) | Платиновый         | 70 000    |
| Канада (Music Canada) | 2× Платиновый      | 160 000   |
| Дания (IFPI Danmark) | Золотой            | 10 000    |
| Франция (SNEP) | Золотой            | 50 000    |
| Италия (FIMI) | Золотой            | 25 000    |
| Мексика (AMPROFON) | Платиновый+Золотой | 90 000    |
| Новая Зеландия (RMNZ) | Платиновый         | 15 000    |
| Норвегия (IFPI Norway) | 3× Платиновый      | 60 000*   |
| Польша (ZPAV) | 2× Платиновый      | 40 000    |
| Португалия (AFP) | Золотой            | 3500      |
| Сингапур (RIAS) | Платиновый         | 10 000*   |
| Великобритания (BPI) | Золотой            | 218,437   |
| США (RIAA) | Платиновый         | 1 000 000 |
| * Данные о продажах приведены только на основе сертификации. · Данные о продажах + прослушиваниях приведены только на основе сертификации. |                    |           |